# Panade (Umhüllung)

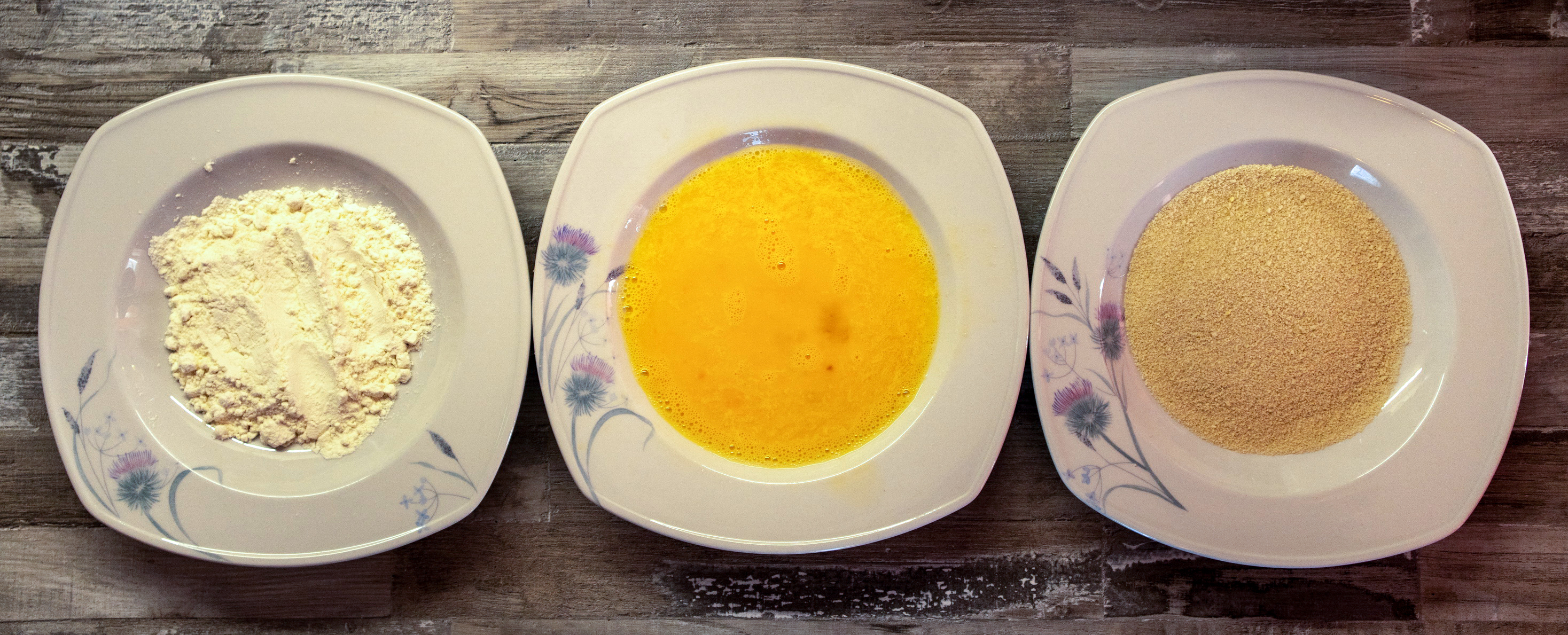
Rohe Bestandteile der Panade: Mehl, geschlagenes Ei, Paniermehl

Als Panade (korrekt: Panierung) bezeichnet man umgangssprachlich verschiedene Umhüllungen für Fisch, Fleisch, Geflügel, Gemüse, Obst und Wurst, die in heißem Speisefett oder Speiseöl gebraten oder frittiert werden. Das Verfahren wird als Panieren bezeichnet. In der österreichischen Küche bezeichnet man Massen zum Panieren als Panier.
Durch die damit verbundene Krustenbildung erhalten sie die Form und verhindern den Zerfall von Gargut. Der Masseverlust wird genauso wie der Verlust von Flüssigkeit eingeschränkt. Dazu erhöht sich der Geschmack durch Maillard-Reaktion bei den meist stärkearmen Lebensmitteln.

## Varianten
- Mehlieren

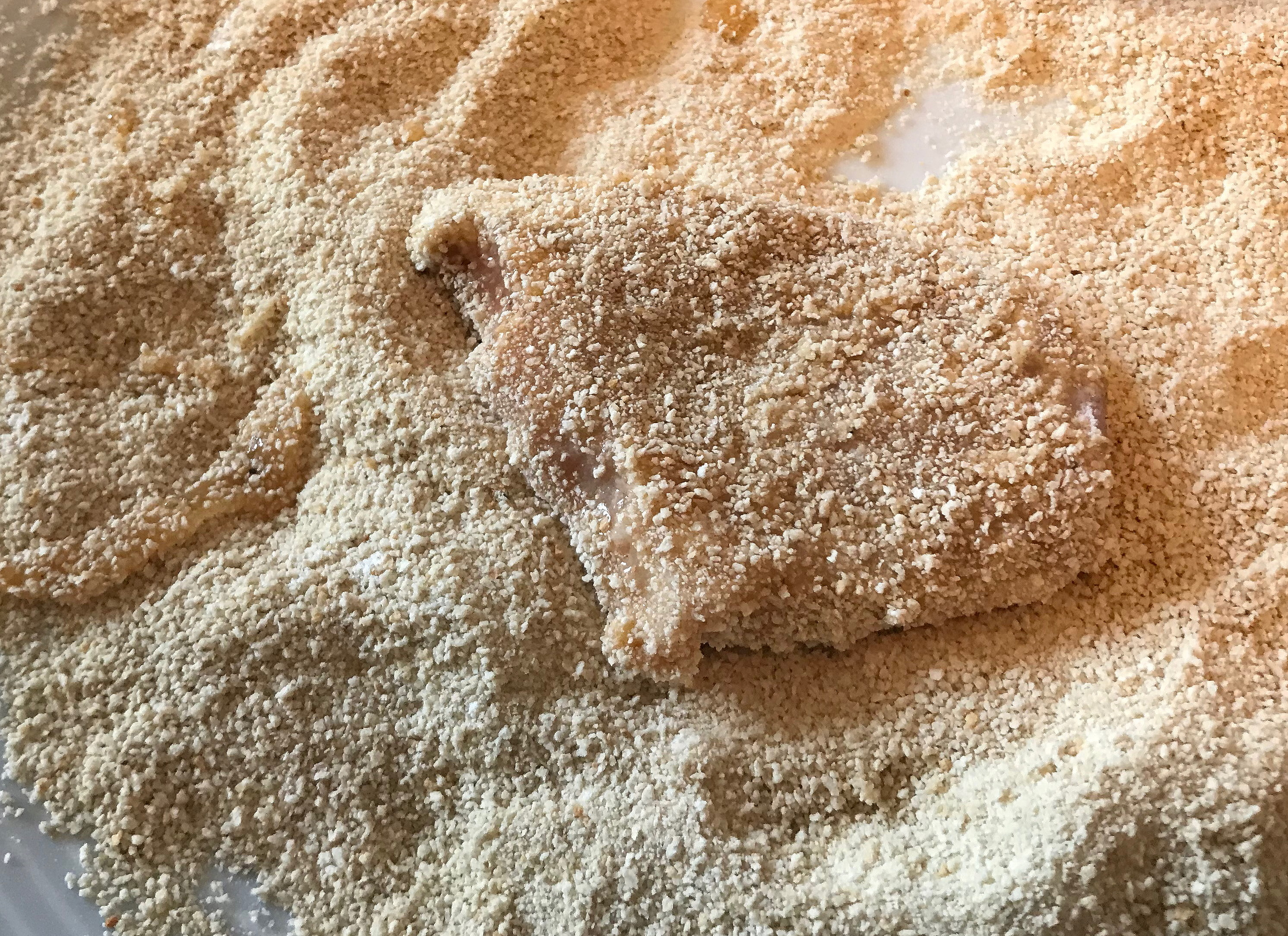
Schnitzel mit Wiener Panier: mehliert, durch Ei gezogen und mit Paniermehl umhüllt

- Wiener Panade: zuerst mehlieren, dann durch geschlagenes Ei ziehen, abschließend Paniermehl oder Ähnliches bestreuen, anschließend leicht andrücken
- Pariser Panade: zuerst mehlieren, dann durch geschlagenes Ei ziehen
- Italienische Panade/Mailänder Panade: zuerst mehlieren, dann durch geschlagenes Ei ziehen, abschließend eine Mischung aus Paniermehl oder Ähnlichem und italienischem geriebenen Hartkäse bestreuen, anschließend ggf. andrücken
- Englische Panade: zuerst mehlieren, dann durch geschlagenes Ei ziehen, abschließend frische Weißbrotkrümel andrücken

Als Panade werden auch verschiedene Teige eingesetzt:
- Bierteig
- Weinteig
- Backteig